# پیتر برلین
پیتر برلین (انگلیسی: Peter Berlin؛ زادهٔ ۲۸ دسامبر ۱۹۴۲) کارگردان فیلم، عکاس، فیلم‌بردار، تهیه‌کننده فیلم، بازیگر پورنوگرافی، و بازیگر سینما اهل آلمان است.